# Coll Cerdà
El Coll Cerdà és un coll situat a 1.059,6 m alt dels contraforts septentrionals dels Pirineus en el terme comunal dels Banys d'Arles i Palaldà, a l'antic terme de Montalbà, de la comarca del Vallespir, a la Catalunya del Nord. És a la zona sud-est del terme comunal al qual pertany, al sud-est del poble de Montalbà, a ponent del Roc de Sant Salvador i al nord-est de la Grifa de Baix i la Grifa de Dalt. També és al nord-oest de la Collada de Sant Martí.